# 35007
35007 est un groupe néerlandais de rock, actif entre 1980 et 2005. Leurs influences couvrent des groupes tels que Hawkwind, Monster Magnet, Motorpsycho, Kyuss, 7Zuma7, Jimi Hendrix ou Led Zeppelin.

## Histoire
35007 est formé à Eindhoven, aux Pays-Bas, à la fin des années 1980 et est issu des Alabama Kids. Les premiers membres de 35007 étaient Eeuwout Baart (chant), Mark Sponselee (sons, synthétiseurs), Bertus Fridael (guitare), Jacco Van Rooy (batterie), Michel Boekhoudt (guitare basse), Luk Sponselee (VJ) et Pidah Kloos (sons, ingénieur du son).
Ils sortent leur premier album Especially for You en 1994. Après l'album éponyme 35007, Jacco van Rooy quitte le groupe et est remplacé par Sander Evers à la batterie. En 2001, Eeuwout Baart quitte également le groupe et 35007 continue en tant qu'unité instrumentale. Sea of Tranquillity est le premier de trois albums instrumentaux. Dans une critique de l'album Liquid sorti en 2002, Eduardo Rivadavia d'AllMusic reconnait l'influence durable de l'album en déclarant notamment que « Liquid reste un accomplissement majeur dans le domaine du rock ambiant, et une introduction recommandée à la fois à 35007 et au genre en général » En 2005, le groupe, avec Tos Nieuwenhuizen de Beaver à la guitare, sort Phase V mais n'est plus jamais revu sur scène.
Leurs concerts étaient accompagnés d'effets visuels, tels que des vidéos psychédéliques projetées sur scène. AllMusic note également qu'ils utilisaient un « spécialiste visuel pour fournir une expérience véritablement multimédia et multisensorielle » pour créer « une musique de trance-groove ambiante de conception principalement instrumentale ».
35007 se produit plusieurs fois au festival international annuel Roadburn aux Pays-Bas, ainsi que les autres groupes dans lesquels les anciens membres de 35007 jouent.
En décembre 2012, Phase V sort en vinyle chez Burning World Records. Le 30 décembre 2012, Mark Sponselee décède des suites d'une pneumonie. Le bassiste Michel Boekhoudt décède le 18 février 2022.

## Membres

### Derniers membres
- Sander Evers - batterie
- Mark Sponselee - synthétiseur
- Michel Boekhoudt - basse
- Tos Nieuwenhuizen - guitare

### Anciens membres
- Eeuwout Baart - voix
- Murphy van Ooijen - synthétiseur
- Jacco Van Rooy - batterie
- Bertus Fridael - guitare, synthétiseur

## Discographie

### Albums studio
- 1994 : Especially for You
- 1997 : 35007
- 2002 : Liquid
- 2005 : Phase V

### EP
- 2001 : Sea of Tranquillity